# Aconura gravesteini
Aconura gravesteini är en insektsart som beskrevs av Dlabola 1984. Aconura gravesteini ingår i släktet Aconura och familjen dvärgstritar. Inga underarter finns listade i Catalogue of Life.